# Gonzalo Javier Rodríguez
Gonzalo Javier Rodríguez Prado (Buenos Aires, 1984. április 10. –) argentin válogatott labdarúgó, aki jelenleg a San Lorenzo játékosa.

## Pályafutása

### Klubcsapatban
A CD Móstoles és a San Lorenzo csapataiban nevelkedett. 2002 és 2004 között a San Lorenzo profi játékosa volt. 2002. július 26-án 18 évesen debütált a Rosario Central ellen. 2004 júliusában a spanyol Villarreal együttesébe igazolt, miután remek teljesítményt nyújtott 2005-ben 5 évvel meghosszabbították a szerződést.  Az itt töltött időszaka alatt többször is sérüléssel bajlódott.
2007 nyarán csatlakozott a klubhoz Diego Godín, akivel remek párost alkottak a védelemben. A 2010–2011-es Európa-ligában az elődöntőig jutott a klubbal. 2012 nyarán elhagyta a klubot és az országot és az olasz Fiorentina együttesébe írt alá csapattársával, Borja Valeróval miután a klubjuk kiesett az élvonalból. Első bajnoki idényében 35 bajnokin 6 gólt szerzett, ennél csak a 2014–2015-ös szezonban teljesített jobban, amikor 30 bajnoki mérkőzésen 7 gólt szerzett. A következő szezontól az újonnan érkezett Paulo Sousa csapatkapitánnyá nevezte ki. 2017. július 8-án bejelentették, hogy visszatért a San Lorenzo csapatához.

### Válogatottban
Az U20-as csapat tagjaként a 2003-as ifjúsági labdarúgó-világbajnokságon részt vett. A tornán a 4. helyen végeztek.
Az argentin válogatott tagjaként részt vett a 2005-ös konföderációs kupán.

## Sikerei, díjai
- ACF Fiorentina
  - Copa EuroAmericana: 2014